# 勝部敬一
勝部 敬一（かつべ けいいち）は、日本の元アマチュア野球選手（主に内野手）。

## 経歴
米子東高校時代は岡本利之監督の指揮の下、2年次の選抜大会、3年次の選抜大会に遊撃手として出場し、3年春はベスト8に進出。その年ドラフト会議（第1次）で近鉄から4位指名されたが入団を拒否した。
早稲田大学に進学し野球部で活躍。中村勝広の活躍で一塁手にコンバートされ、4年次には主将を務めた。
卒業後は住友金属に入社し、社会人野球でプレーした。